# Síndrome de Muenke

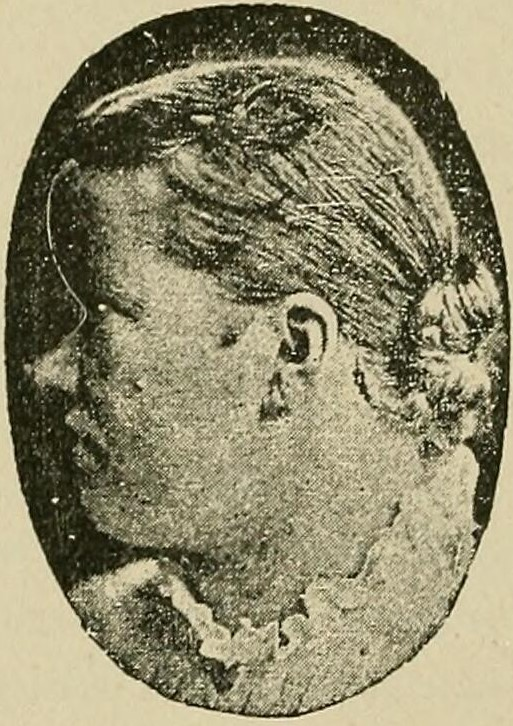
Dona de 32 anys amb una forma cranial que indica una síndrome de Muenke

La Síndrome de Muenke és un trastorn associat amb la presència d'una variant mutagènica coneguda com a FGFR3, que causa una proteïna diferent i que caracteritza la patogenicitat d'aquesta síndrome com a causant de la craneosinostosi. Rep el nom del metge alemany Max Muenke, que va descobrir aquesta malaltia l'any 1996. Generalment, la trobem associada com a sinostosi i mutació de P250R (proteïna defectuosa).
A escala molecular, els canvis es produeixen en el receptor 3 del factor de creixement de fibroblasts, desenvolupant uns canvis en el fenotip que no són tan apreciables físicament com la resta de síndromes de craneosinostosi. Té lloc en aproximadament 1 de cada 30.000 nounats i està associada amb el 8% dels casos de craniosinostosi.
La Síndrome de Muenke s'hereta de manera autosòmica dominant.

## Símptomes
Les característiques d'aquest trastorn comparteixen simptomatologia amb altres síndromes relacionades amb la craneosinostosi, com la síndrome d'Apert, la síndrome de Pfeiffer o la síndrome de Crouzon. Entre elles es troben:
- Retard del desenvolupament.
- Epilèpsia
- Anomalies intracranials.
- Problemes per l'aprenentatge.
- Ulls molt separats
- Pèrdua o disminució de l'audició
- Polzes amples i dits dels peus grans
- Clinodactilia
- Estrabisme
- Fusió vertical cervical

Encara que aquests siguin els símptomes més comuns, han aparegut casos amb proptosi, i polidactília. S'han trobat diferències fenotípiques notables entre la simptomatologia de membres d'una mateixa família que pateixin la malaltia.

## Diagnòstic
Un dels principals reptes a l'hora de determinar si la craniosostosi es produeix per la mutació pròpia de la síndrome de Muenke és la gran variabilitat en el fenotip entre els que pateixen el trastorn.
Les possibles variacions en el fenotip cranial es determinen mitjançant radiografies i/o Tomografia axial computaritzada (TAC) del crani . No obstant això, per poder determinar que la craneosinostosi o altres de les possibles deficiències respecte al fenotip silvestre es deuen a la síndrome de Muenke, cal recórrer a una anàlisi genètica després de les proves físiques.
El diagnòstic de síndrome de Muenke s'estableix mitjançant la identificació d'una variant patogènica heterozigòtica c.749C>G (p.Pro250Arg) a FGFR3 mitjançant proves genètiques moleculars. Els enfocaments de les proves genètiques moleculars poden ser proves d'un sol gen o fer servir un panell multigènic.
L'estratègia a seguir consisteix en la detecció de les variants del gen FGFR1, FGFR2, FGFR3 i TWIST de manera que sigui possible assenyalar la síndrome que està causant la craneosinostosi, utilitzant els exons que flanquegen aquest gen.

## Tractament

### Seguiment i avaluació
Per conèixer i controlar l'evolució de la malaltia en un individu diagnosticat de la síndrome de Muenke, es recomanen seguir les avaluacions següents:
- Avaluació de la sutura mitjançant radiografies i TAC cranials
- Avaluació per a la hidrocefàlia per Imatge de Ressonància Magnètica o TAC
- Seguiment de la queropatía
- Seguiment i control de l'audició
- Avaluació del desenvolupament en nens
- Avaluació oftalmològica, incloent-hi la detecció de l'estrabisme i avaluar l'edema de la papil·la, signe de l'augment de la pressió intracranial
- Radiografia de peus i mans
- Consulta genètica mèdica

Els nens que pateixin la síndrome de Muenke i craneosinostosi han de ser recomanats a un pediatre amb experiència al camp clínic craneofacial. Depenent de la severitat, la primera operació de reparació de la craniosinostosi es realitzarà entre els 3 i 6 mesos d'edat.

### Assessorament genètic
Ja que aquesta malaltia posseeix una herència autosòmica dominant, cal avaluar la seva aparició a l'historial familiar, i els riscos d'aparició a la descendència.
La major part dels individus diagnosticats amb la síndrome de Muenke tenen un familiar afectat. També es pot donar el cas, encara que en menor proporció, que la malaltia aparegui per una mutació de novo, sent les causes desconegudes i generalment d'origen paternal.
El risc d'aparició de la malaltia a la descendència si un dels nens ha estat diagnosticat, és del 50%, ja que la penetrància genètica és reduïda i el fenotip és variable fins i tot a la mateixa família. Si els pares no estan afectats per la síndrome de Muenke, el risc disminueix.
Per avaluar el risc és recomanat realitzar una prova genètica molecular en els familiars del nen, partint dels seus pares i germans, aconseguint el màxim nombre possible de familiars.